# Dmitri Kramkow

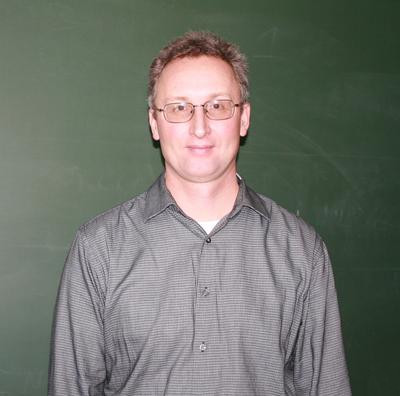
Dmitri Kramkow

Dmitri Olegowitsch Kramkow, russisch Дмитрий Олегович Крамков, englische Transkription Dmitry Kramkov (* 3. November 1964) ist ein russischer Mathematiker.
Kramkow studierte am Moskauer Institut für Physik und Technologie und wurde 1992 am Steklow-Institut in Moskau promoviert bei Albert Nikolajewitsch Schirjajew. Danach arbeitete er in der Finanzindustrie, zuerst in Moskau bei Aljba Center und danach in London bei Tokyo-Mitsubishi International plc (als Leiter der Forschung und Produktentwicklung). Daneben unterrichtet er als Professor Finanzmathematik an der Carnegie-Mellon University und unterrichtet zeitweise auch in Oxford.
1996 erhielt er den EMS-Preis für fundamentale Arbeiten über Statistik (zum Beispiel gefilterte statistische Experimente), Wahrscheinlichkeitstheorie und Finanzmathematik. Unter anderem gab er neue Preisformeln für exotische Optionen basierend auf geometrischen Brownschen Bewegungen.